# Rue Regnard (Nantes)
Pour l’article homonyme, voir Rue Regnard.
La rue Regnard est une voie de Nantes, en France.

## Situation et accès
Située dans le centre-ville de Nantes, la  rue Regnard, qui relie la rue de l'Héronnière à la place Graslin, est bitumée et fermée à la circulation automobile. À son extrémité nord, l'accès à la place Graslin se trouve sous un porche situé près de la brasserie La Cigale.

## Origine du nom
La voie est dénommée en hommage à Jean-François Regnard (1655-1709), écrivain et dramaturge français.

## Historique
À sa création, elle a porté le nom de « rue de la Fontaine », dont elle formait la portion nord.